# Протасовське сільське поселення (Великоігнатовський район)
Прота́совське сільське поселення (рос. Протасовское сельское поселение) — муніципальне утворення у складі Великоігнатовського району Мордовії, Росія. Адміністративний центр — село Протасово.

## Населення
Населення — 281 особа (2019, 410 у 2010, 531 у 2002).

## Склад
До складу поселення входять такі населені пункти:
| Населений пункт              | Населення, осіб (2002) | Населення, осіб (2010) |
| ---------------------------- | ---------------------- | ---------------------- |
| Калиша, селище               | 93                     | 84                     |
| Лісний, селище               | 37                     | 20                     |
| Нова Александровка, присілок | 110                    | 80                     |
| Нове Селище, село            | 4                      | 3                      |
| Петровка, присілок           | 30                     | 11                     |
| Протасово, село              | 233                    | 210                    |
| Раксажени, присілок          | 19                     | 2                      |
| Чапамо, селище               | 5                      | 0                      |